# Tanypus vilipennis
Tanypus vilipennis är en tvåvingeart som först beskrevs av Jean-Jacques Kieffer 1918.  Tanypus vilipennis ingår i släktet Tanypus och familjen fjädermyggor. Arten är reproducerande i Sverige. Inga underarter finns listade i Catalogue of Life.